# Marie-Benoîte-Joséphine Prévost de La Croix
Marie-Benoîte-Joséphine Prévost de La Croix (Neules, 1759 – Parigi, 11 febbraio 1838) è stata una filantropa, docente e nobile francese.

## Biografia
Figlia terzogenita di Gaspard-Antoine de Prévost de la Croix e di sua moglie Agathe de Vaux, nel 1786 Marie-Benoite sposò il diplomatico francese Jean-François de Bourgoing (1748-1811), poi nominato cavaliere (1808) e barone dell'impero (1809), ambasciatore francese in Spagna (1784-1789) e corrispondente dell'Institut de France.
Dal 1820 al 1837, fu sovrintendente (preside) della Maison d'éducation de la Légion d'honneur a Saint-Denis, una scuola destinata ad educare i figli dei decorati della legion d'onore. Il 14 ottobre 1830 venne creata contessa a titolo personale.
Con la figlia Ernestine (che nel 1825 sposò il generale Macdonald, gran cancelliere della Legion d'onore), prese residenza all'Abbaye-aux-Bois dove si trasferì anche l'amica Juliette Récamier dal 1819. Qui conobbe François-René de Chateaubriand col quale intrattenne un rapporto epistolare.
Nel 1837 venne rimpiazzata nelle sue funzioni dalla baronessa Dannery. Morì l'11 febbraio 1838.

## Discendenza
I suoi figli furono:
- Armand Marc Joseph (27 dicembre 1786 - 26 febbraio 1839), cavaliere di Bourgoing e dell'impero (11 giugno 1810), I conte di Bourgoing (14 marzo 1830), tenente colonnello di stato maggiore, commendatore della Legion d'onore, sposò nel 1820 Marie Olive, figlia di Antoine Desmousseaux de Givré, prefetto napoleonico e deputato dei Cento Giorni.
- Ernestine Thérèse Gasparine (21 maggio 1789 - 13 aprile 1870), sposò il 25 settembre 1821 il maresciallo Étienne Jacques Joseph Alexandre Macdonald (1765-1840), duca di Taranto
- Paul Charles (1791-1864), barone di Bourgoing, diplomatico, senatore dell'impero, sposò in seconde nozze il 15 settembre 1836 la contessa Ida de Lotzbeck de Weyhern.
- Louis Honoré (19 febbraio 1796 - 1864), paggio di Napoleone I, colonnello dei dragoni, sposò nel 1831 Anne-Victoire Billault.

## Araldica
| Stemma | Descrizione                                          | Blasonatura |
|        | Marie-Benoîte-Joséphine Prévost de La Croix Contessa | Inquartato: nel 1° e nel 4° d'argento a tre teste di cinghiale di nero, armate d'oro (Prévost); al 2° e al 3°, di rosso a due chiavi d'argento (Clermont-Tonnerra). Motto: MAGIS AC MAGIS. Corona da contessa. |